# Priscah Jepleting Cherono
Priscah Jepleting Cherono (geborene Ngetich; * 27. Juni 1980 in Kamuiywa, Nandi District) ist eine kenianische Langstreckenläuferin.

## Karriere
Bei den Crosslauf-Weltmeisterschaften 1997 in Turin gewann Priscah Jepleting Cherono Silber im Juniorinnenrennen.
2003 wurde sie bei den Crosslauf-Weltmeisterschaften in Avenches Elfte auf der Kurzstrecke und gewann mit der kenianischen Mannschaft Gold. Im Jahr darauf gewann sie bei den Afrikameisterschaften in Brazzaville Silber über 5000 Meter. 2005 kam sie bei den Crosslauf-Weltmeisterschaften in Saint-Galmier auf den vierten Platz und gewann mit der Mannschaft Silber. Bei den Weltmeisterschaften in Helsinki wurde sie Siebte über 5000 Meter. 2006 folgten bei den Crosslauf-Weltmeisterschaften in Fukuoka Silbermedaillen in der Einzel- und in der Mannschaftswertung; außerdem siegte sie beim Giro Media Blenio.
2007 wurde sie Siebte bei den Crosslauf-Weltmeisterschaften in Mombasa und holte erneut mit der Mannschaft Silber. Bei den Weltmeisterschaften in Osaka errang sie über 5000 Meter Bronze. Mit ihrer Zeit von 14:59,21 min blieb sie zwar deutlich hinter Meseret Defar und Vivian Jepkemoi Cheruiyot, konnte jedoch ihre viertplatzierte Landsfrau Sylvia Jebiwott Kibet um fünf Hundertstelsekunden distanzieren.
Wie im Vorjahr wurde sie bei den Crosslauf-Weltmeisterschaften 2008 in Edinburgh Siebte in der Einzel- und Zweite in der Teamwertung. Bei den Olympischen Spielen in Peking belegte sie über 5000 Meter den elften Rang.
Nach einer Babypause kehrte sie Ende 2010 ins Wettkampfgeschehen zurück und wurde Zweite bei der Corrida de Houilles. 2011 trug sie Fünfte bei den Crosslauf-Weltmeisterschaften in Punta Umbría zum Sieg der kenianischen Mannschaft bei. Nach einem vierten Platz über 10.000 Meter bei den Weltmeisterschaften in Daegu siegte sie beim Grand Prix von Prag und beim Dam tot Damloop.
Priscah Jepleting Cherono hat bei einer Körpergröße von 1,58 m ein Wettkampfgewicht von 47 kg. Sie ist seit Dezember 2006 mit Charles Chemase Cherono verheiratet.

## Persönliche Bestleistungen
- 3000 m: 8:29,06 min, 23. September 2007, Stuttgart
- 5000 m: 14:35,30 min, 2. Juni 2006, Oslo
- 10.000 m: 30:56,43 min, 27. August 2011, Daegu
- 10-km-Straßenlauf: 32:04 min, 26. Dezember 2010, Houilles
- Halbmarathon: 1:08:35 h, 1. September 2012, Lille
- Marathon: 2:27:41 h, 23. Oktober 2016, Venedig